# (35527) 1998 FG68
1998 FG68 (asteroide 35527) é um asteroide da cintura principal. Possui uma excentricidade de 0.22423260 e uma inclinação de 10.60881º.
Este asteroide foi descoberto no dia 20 de março de 1998 por LINEAR em Socorro.